# FC Aris Bonnevoie
El FC Aris Bonnevoie fue un equipo de fútbol de Luxemburgo que alguna vez jugó en la Division Nationale, la liga de fútbol más importante del país.

## Historia
Fue fundado en el año 1922 en la capital Luxemburgo. Tuvo su mejor época entre 1960-70, cuando se clasificó en varias ocasiones para torneos europeos. Participó en la máxima categoría en 42 ocasiones y es recordado por ser uno de los pocos equipos de Luxemburgo en clasificarse para una segunda ronda en una competición europea y en anotarle un gol al FC Barcelona en el Camp Nou.
Llegó a ser campeón de Liga en tres ocasiones y ganó un título de Copa en seis finales que disputó. A nivel internacional participó en diez torneos continentales; su mejor participación fue en la Recopa de Europa de 1979/80, en la que fue eliminado en la segunda ronda por el FC Barcelona.
El equipo desapareció en 2001, cuando se fusionó con el CS Hollerich para crear al CS Alliance 01. Este se fusionó cuatro años después con el CA Spora Luxembourg y el Union Luxembourg para crear al Racing FC Union Luxembourg.

## Palmarés
Copas nacionales (4)
- Division Nationale: 3

1963/64, 1965/66, 1971/72
- - Subcampeón: 1

1970/71
- Copa de Luxemburgo: 1

1966/67
- - Finalista: 5

1963/64, 1967/68, 1971/72, 1975/76, 1978/79

## Participación en competiciones europeas UEFA
| Temporada | Torneo           | Ronda | Club             | Casa | Visita | Global |
| --------- | ---------------- | ----- | ---------------- | ---- | ------ | ------ |
| 1962/63   | Copa de Ferias   | 1     | Sampdoria        | 0-2  | 0-1    | 0-3    |
| 1963/64   | Copa de Ferias   | 1     | RFC Liegeois     | 0-0  | 0-2    | 0-2    |
| 1964/65   | Copa de Europa   | 1     | SL Benfica       | 1-5  | 1-5    | 2-10   |
| 1966/67   | Copa de Europa   | 1     | Linfield         | 3-3  | 1-6    | 4-9    |
| 1967/68   | Recopa de Europa | 1     | Lyon             | 0-3  | 1-2    | 1-5    |
| 1971/72   | UEFA Cup         | 1     | ADO              | 2-2  | 0-5    | 2-7    |
| 1972/73   | Copa de Europa   | 1     | FC Argeș Pitești | 0-2  | 0-4    | 0-6    |
| 1976/77   | Recopa de Europa | 1     | Carrick Rangers  | 2-1  | 1-3    | 3-4    |
| 1979/80   | Recopa de Europa | 1     | Reipas Lahti     | 1-0  | 1-0    | 2-0    |
| 1979/80   | Recopa de Europa | 2     | FC Barcelona     | 1-4  | 1-7    | 2-11   |
| 1983/84   | UEFA Cup         | 1     | Austria Viena    | 0-5  | 0-10   | 0-15   |

### Récord Europeo
| Torneo                     | J  | G | E | P  | GF | GC | GD  |
| -------------------------- | -- | - | - | -- | -- | -- | --- |
| Copa Europea               | 6  | 0 | 1 | 5  | 6  | 25 | -19 |
| UEFA Cup                   | 4  | 0 | 1 | 3  | 2  | 22 | -20 |
| Recopa de Europa de fútbol | 8  | 3 | 1 | 4  | 8  | 20 | -12 |
| Copa de Ferias             | 4  | 0 | 1 | 3  | 0  | 5  | -5  |
| Total                      | 22 | 3 | 3 | 16 | 16 | 72 | -56 |